# الصومعة (ولاية البليدة)
الصومعة هي إحدى بلديات ولاية البليدة الجزائرية، تابعة إقليميا لدائرة بوفاريك.

## الموقع الجغرافي
تقع على الطريق الوطني رقم 29 الرابط بين البليدة والأربعاء على بعد 09 كم عن مقر الولاية شرقا وعلى مسافة 06 كم جنوبا من مقر الدائرة التي يربطها بها الطريق الولائي 112 ومساحتها هي : 27.75 كم2.
تحدها من الشمال بلدية بوفاريك
ومن الجنوب بلدية الشريعة 
ومن الغرب بلدتي قرواو وبلدية أولاد يعيش 
وأما من الشرق بلدية بوعينان.
تتكون بلدية الصومعة من سبعة مراكز وهي:
- الصومعة
- مركز فروخة
- مركز الشريفية
- مركز حلوية
- مركز الغرابة
- مركز بهلي
- مركز السعادة

ويبلغ عدد سكان البلدية 38.822 نسمة حسب إحصائيات عام 2008.

## الخدمات
فيما يخص التعليم، يوجد بالصومعة 11 مدرسة ابتدائية، 05 متوسطات، وثانويتين، ومركز للتكوين والتعليم المهنيين.
الخدمات الصحية، يوجد مركز صحي واحد، و06 قاعات للعلاج، إضافة إلى عدد من عيادات الطب العام والخاص وجراحة الأسنان.
البريد والمواصلات، يوجد مركز بريدي واحد، ووكالتان بريديتان واحدة بمركز حلوية والأخر ببهلي.
الرياضة: يوجد ملعب بلدي واحد لكرة القدم، وقاعة رياضية متعددة واحدة، إضافة إلى ثلاث مساحات للعب.
الثقافة: يوجد مركز ثقافي واحد، ومكتبة بلدية واحدة جديدة، إضافة إلى مخيم للشباب بمركز بهلي على جانب الطريق الوطني رقم 29، وهو مساحة مهمة للسياحة والثقافة.
النقل: يوجد بالبلدية وكالة خاصة للمراقبة التقنية للسيارات بشارع سويداني بوجمعة الموازي للطريق الوطني رقم 29 (شمالا).

## مدرسة الشرطة
أهم المعالم التي تعرف بها بلدية الصومعة، هي مدرسة الشرطة، واسمها الكامل (المدرسة التطبيقية للأمن الوطني بالصومعة) والتي تقوم في كل سنة بتخريج عدة دفعات من ضباط الشرطة وأعوان النظام العمومي..

## وصلات خارجية
- أنظر الموقع المخصص لكشافة الصومعة (فوج الاستقلال)